# Italiaans amateurkampioenschap golf
Het  Italiaans amateurkampioenschap golf is een internationaal kampioenschap voor amateurgolfers.
Het hoogst aangeschreven amateurskampioenschap is het Brits amateurkampioenschap, dat in 1990 door Rolf Muntz en in 2008 door Reinier Saxton werd gewonnen. Daarnaast zijn er steeds meer landen die een eigen amateurkampioenschap organiseren.

## Heren
In Italië werd het eerste amateurkampioenschap in 1932 op de Villa d'Este gespeeld, waar het in 1937 weer terugkwam en na d oorlog nog 17 jaar gespeeld werd. Het begon als een matchplay toernooi maar werd al gauw een strokeplay toernooi.
Tegenwoordig mogen landen ook 1 of 2 teams afvaardigen, elk bestaande uit 3 spelers, die tegelijk in de eerste drie rondes om de Nation's Trophy. De vierde ronde bepaalt wie individueel het Italiaans Amateur wint.

## Dames
Het Ladies Amateur werd 39 keer op Villa d'Este gespeeld en 12 keer gewonnen door Isa Bevione Goldschmid. De Isa Goldschmid Trophy werd naar haar vernoemd, dit is de trofee van het nationaal dameskampioenschap strokeplay.

## Winnaars
| Jaar | Baan                      | Winnaar                    | Info                                                                                            |
| ---- | ------------------------- | -------------------------- | ----------------------------------------------------------------------------------------------- |
| 1932 | Villa d'Este Circolo Golf | Dewirl                     | versloeg de Italiaan Crivelli met 8&7                                                           |
| 1933 |                           |                            |                                                                                                 |
| 1934 |                           |                            |                                                                                                 |
| 1935 |                           |                            |                                                                                                 |
| 1936 |                           |                            |                                                                                                 |
| 1937 | Villa d'Este Circolo Golf | Luzzato                    | Hamilton werd verslagen met 6&5                                                                 |
| 1947 | Villa d'Este Circolo Golf |                            |                                                                                                 |
| 1948 | Villa d'Este Circolo Golf |                            |                                                                                                 |
| 1969 |                           | Philippe Toussaint         |                                                                                                 |
| 1983 |                           | José María Olazabal        |                                                                                                 |
| 1986 |                           | Alberto Binaghi            |                                                                                                 |
| 2001 |                           | Edoardo Molinari           |                                                                                                 |
| 2002 |                           | Arnaud Gabellon            |                                                                                                 |
| 2003 |                           | Andrea Romano              |                                                                                                 |
| 2004 |                           | Claudio Consul             |                                                                                                 |
| 2005 |                           | Pedro Oriol Sanchez-Blanco |                                                                                                 |
| 2006 | Villa d'Este Circolo Golf | Jason Palmer               |                                                                                                 |
| 2007 |                           | Andrew Cooley              |                                                                                                 |
| 2008 |                           |                            |                                                                                                 |
| 2009 | Villa d'Este Circolo Golf | Thomas Shadbolt            |                                                                                                 |
| 2010 |                           |                            | Matthias Schwab was de beste U16 speler                                                         |
| 2011 |                           |                            |                                                                                                 |
| 2012 |                           |                            |                                                                                                 |
| 2013 | Como                      |                            | het Ladies Amateur werd op Castelgandolfo gewonnen door de Belgische Chloé Leurquin [dode link] |
| 2014 | Circolo Golf Is Molas     | Leonard Bem (286)          | 66 buitenlandse spelers, 60 Italianen en 6 wildcards                                            |